# Basti (Hatha Yoga)
Basti (Sanskrit f. bastī oder vastī „Harnblase, Unterleib“) ist eine körperliche Reinigungstechnik des Hatha Yoga. Sie dient der Reinigung des Dickdarms. Der Name kommt daher, dass im alten Indien Harnblasen toter Tiere für Einläufe benutzt wurden. Wie bei allen anderen Übungen gilt auch hier, dass die Praktiken des Basti nur unter fachkundiger Anleitung eines erfahrenen Yogalehrers geübt werden sollten. Auch die Beratung mit einem Facharzt ist vor der Ausübung zu empfehlen.
Es werden hauptsächlich zwei Varianten unterschieden:

## Jala-Basti
In der traditionellen Variante steht man hierfür bis zum Nabel in einem vorzugsweise fließenden Gewässer. Man nimmt eine hockende Position ein (z. B. Utkatasana) und saugt durch das fortgesetzte Kontrahieren und Entspannen des Beckenbodens und des Anusschließmuskels Wasser in den Darmbereich ein. Durch die Praxis von Nauli wird der Darm gespült und anschließend das Wasser wieder ausgeschieden. Um das Einsaugen des Wassers zu erleichtern, kann auch ein kleines Röhrchen ein Stück weit in den After eingeführt werden. Jala-Basti soll Probleme mit den Nieren, dem Magen und dem Darm beheben.
In der Hathapradipika steht dazu: „Vastikarman (Basti) im Wasser, regelmäßig praktiziert, verleiht den Körperteilen, den Sinnen und dem Geist Glanz. Es lässt den Körper erstrahlen, stimuliert das gastrische Feuer und eliminiert alle Beschwerden.“ (Kap.2, Vers 28)
Die moderne Variante und die des Ayurveda ist ein herkömmlicher Einlauf. Diese Version ist zwar wesentlich einfacher zu praktizieren, birgt jedoch bei fortgesetzter Praxis die Gefahr des Entstehens von Darmträgheit.
Jala-Basti wird oft auch im Zusammenhang mit einer Fastenkur geübt. In diesem Zusammenhang werden besonders die mentalen Wirkungen dieser Übung wie Ausgeglichenheit und verbesserte Konzentrationsfähigkeit deutlich. Auch spirituelle Erlebnisse sind hierbei möglich.

## Shushka-Basti
Hierzu begibt man sich auf seiner Yogamatte in eine sitzende Vorwärtsbeuge (z. B. Pashchimottanasana) und führt einfach die Kontraktion und Entspannung des Beckenbodens und der Anusschließmuskulatur aus. Diese Praxis regt die Verdauung an und hilft gegen Verstopfung und Blähungen. Überdies gilt diese Übung als wirkungsvoll zur Reinigung der Nadis.